# Campeonato Africano de Ginástica Artística de 2006
O Campeonato Africano de Ginástica Artística de 2006, foi realizado em Cidade do Cabo, na África do Sul, de 21 até 30 de novembro.

## Eventos
- Equipes masculinas
- Individual geral masculino
- Solo masculino
- Barra fixa
- Barras paralelas
- Cavalo com alças
- Argolas
- Salto sobre a mesa masculino
- Equipes femininas
- Individual geral feminino
- Trave
- Solo feminino
- Barras assimétricas
- Salto sobre a mesa feminino

## Medalhistas
| Evento                       | Ouro                 | Prata                                                   | Bronze                                      |
| Masculino                    |                      |                                                         |                                             |
| Equipes detalhes             | ALG                  | RSA                                                     | TUN                                         |
| Individual geral detalhes    | TUN Bouallegue Wajdi | RSA Troy Sender                                         | RSA Cristiam Brezeanu                       |
| Solo detalhes                | TUN Bouallegue Wajdi | RSA Troy Sender                                         | ALG Fatah Ait Saada                         |
| Cavalo com alças detalhes    | ALG Sid Ali Ferdjani | ALG Youcef Sebti                                        | RSA Troy Sender TUN Bouallegue Wajdi        |
| Argolas detalhes             | ALG Fatah Ait Saada  | ALG Abdelkader Guettaf                                  | TUN Bouallegue Wajdi                        |
| Salto sobre a mesa detalhes  | TUN Bouallegue Wajdi | RSA Cristian Brezeanu                                   | BOT Kutlwano Mothibi                        |
| Barras paralelas detalhes    | TUN Bouallegue Wajdi | TUN Arfaoui Sabeur                                      | ALG Sid Ali Ferdjani ALG Abdelkader Guettaf |
| Barra fixa detalhes          | ALG Youcef Sebti     | BOT Kutlwano Mothibi                                    | ALG Sid Ali Ferdjani                        |
| Feminino                     |                      |                                                         |                                             |
| Equipes detalhes             | África do Sul        | Argélia                                                 | Tunísia                                     |
| Individual geral detalhes    | RSA Rinette Whelpton | RSA Candice Cronje                                      | RSA Chantel Swan                            |
| Salto sobre a mesa detalhes  | RSA Candice Cronje   | ALG Fatiha Aissaoui                                     | RSA Rinette Whelpton                        |
| Barras assimétricas detalhes | RSA Rinette Whelpton | RSA Chantel Swan                                        | NAM Ramona Beukes                           |
| Trave detalhes               | RSA Rinette Whelpton | RSA Nadia Harris ALG Shahinez Kheloui NAM Ramona Beukes | nenhum                                      |
| Solo detalhes                | RSA Rinette Whelpton | ALG Sharinez Kheloui                                    | RSA Chantel Swan NAM Ramona Beukes          |

## Quadro de medalhas
| Ordem | País          |    |    |    | Total |
| 1     | África do Sul | 5  | 7  | 5  | 17    |
| 2     | Argélia       | 4  | 5  | 4  | 13    |
| 3     | Tunísia       | 4  | 1  | 3  | 8     |
| 4     | Namíbia       | 0  | 2  | 3  | 5     |
| 5     | Botswana      | 0  | 1  | 1  | 2     |
| TOTAL | TOTAL         | 13 | 15 | 15 | 43    |